# Salvatore Cassisa

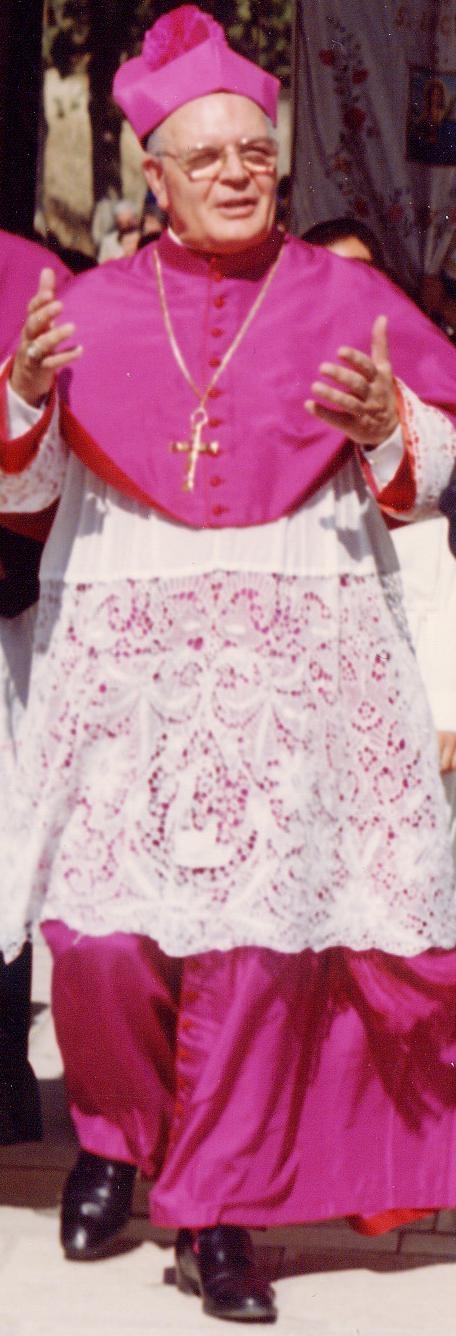
Salvatore Cassisa

Salvatore Cassisa (* 12. Dezember 1921 in Trapani; † 4. August 2015 in Monreale) war ein römisch-katholischer Geistlicher und Erzbischof von Monreale.

## Leben
Salvatore Cassisa wurde am 3. September 1944 zum Priester geweiht.
Am 1. Dezember 1973 wurde er von Papst Paul VI. zum Bischof von Cefalù ernannt. Die Bischofsweihe empfing er am 24. Januar 1974 von Salvatore Kardinal Pappalardo, Erzbischof von Palermo. Mitkonsekratoren waren der Bischof von Trapani, Francesco Ricceri, und der Erzbischof von Monreale, Corrado Mingo.
Am 11. März 1978 ernannte ihn Paul VI. zum  Erzbischof von Monreale. Während seiner Amtszeit wurden ihm immer wieder Verbindungen zur Mafia vorgeworfen, ohne dass die Behörden Cassisa etwas nachweisen konnten. Konkret ging es um ein Bestechungsgeld von 300.000 € von einer Baufirma, das sie für den Auftrag der Renovierung des Doms bezahlt haben soll. Papst Johannes Paul II. nahm am 24. Mai 1997 sein aus Altersgründen vorgebrachtes Rücktrittsgesuch an. 2003 wurde er in einem Betrugsprozess in erster Instanz verurteilt, später aber freigesprochen.
Er war Großprior der sizilianischen Statthalterei des Ritterordens vom Heiligen Grab zu Jerusalem.